# Adnan Houbballah
Adnan Houbballah (1937-2009) est un neuropsychiatre et psychanalyste libanais.

## Biographie
Sa formation médicale à Marseille est suivie d’une formation psychanalytique qu’il poursuit à Paris dans le cercle lacanien des années 1970 avec Moustapha Safouan, ainsi que Jacques Lacan, avec lequel il effectue un contrôle jusqu’à la mort de ce dernier.
En août 1973, il invite Lacan au Liban. Ce périple, qui condense visites archéologiques et rencontres avec politiciens et intellectuels libanais, sera l'occasion d'une réflexion commune qui résume l'essentiel de la pensée lacanienne sur le langage, l'affect, la femme, la psychosomatique et la psychiatrie.   
Installé à Beyrouth avec sa famille en 1974, il fonde avec Mounir Chamoun et Adel Akl en 1980, la Société libanaise de psychanalyse, première dans le Proche-Orient arabe.
Sa pratique au Liban, entrecoupée de plusieurs périodes d’exil, dues à la guerre libanaise, constitue la source de nombre de ses publications, notamment sur la violence en temps de guerre ainsi que sur le traumatisme et ses destins. Ses écrits dans les deux langues française et arabe contribuent à transmettre sa pensée aussi bien en Europe que pour les spécialistes arabophones du Machrek et du monde arabe. 
En 2004, il est cofondateur du Centre arabe de recherches en psychopathologie et en psychanalyse (CARPP). Par ce biais, il entreprend la tâche de « faire entendre [le discours psychanalytique] à ceux qui ne sont pas francophones et lui donner dans l'avenir une portée géographique couvrant le monde arabe ». Dans cette optique et parallèlement, il s'engage à une analyse éclairée de certaines résistances à la psychanalyse dans la culture arabo-islamique et leur articulation au religieux, à la langue, à la sexualité de la femme, à la question de l'être - individu dilué dans la communauté - et enfin à celle de l'âme (ou psyché), enfermée dans le champ religieux et ayant maille à passer dans le champ empirique comme sujet de la science.

## Publications
- Le virus de la violence ; La guerre civile est en chacun de nous, Paris, Albin Michel, 1996, 280 p.
- Destin du traumatisme ; Comment faire son deuil, Paris, Hachette Litt., 1998, 281 p.
- « Fantasme du père de la horde et de son rapport avec la violence », Patio, no 11, nouvelle série, 1988, p. 87-95.
- « La tromperie du miroir : l'analyse de l'Homme aux loups avec Ruth Mack Brunswick », Cliniques méditerranéennes, no 98, 1996, p. 79-87.
- « Scène de guerre et fantasmes d'adolescent », Adolescence no 38, 2001, p. 493-500.
- « L'inconscient et la langue de l'autre », Che vuoi ? no 21, 2004, p. 131-140.
- « Le premier clivage du moi et le sujet de l'inconscient », Actes du premier congrès des psychanalystes de langue arabe, La psyché [An-nafs] dans la culture arabe et son rapport à la psychanalyse, 20-23 mai 2004, Palais de l’Unesco, Beyrouth ; Ed. Dar El-Farabi, 2005, p. 107-118.
- « Contrôle avec Lacan », Travailler avec Lacan, Dir. M. Safouan et A. Didier-Weill, Aubier, 2007, 182 p., p. 49-56.
- « Résistance culturelle à la psychanalyse », Topique, 2007/1 (no 98), p. 79-90.